# پشته (تایباد)
پشته (تایباد)، روستایی از توابع بخش مرکزی شهرستان تایباد در استان خراسان رضوی ایران است.
محدوده این روستا از شرق به روستا ایله، از جنوب به شهرستان خواف ، از شمال به کهجه، حسینی، جوزقان و شمال غربی به روستای شیزن محدود میشود

## درباره روستای پشته
روستای پشته دارای آب و هوای مطبوع کوهستانی و آب مناسب. وجود مناطق سرسبز و باغات میوه باعث جذابت و زیبای طبیعی این منطقه شده‌است. روستای پشته در فاصله ۲۷۵ کیلومتری مشهد و نیز در فاصله۵۰ کیلومتری جنوب غربی شهرستان تایباد قرار گرفته‌است. همچنین ۲۵ کیلومتری کرات واقع گردیده است و از شمال به حوزه روستای جوزقان، از غرب به روستای شیزن و جنوب به ارتفاعات خواف، از شرق به روستای ایله  محدود گردیده است.
مردم‌های روستای پشته بسیار خون گرم و مهمون نواز هستند که در کنار فعالیت‌های کشاورزی اکثر ساکنین روستا دامدار نیز می‌باشند.
شیوه دامداری به روش سنتی و متکی بر استفاده از مرتع است.
```
بیشتر جمعیت روستا اهل سنت هستند. جمعیت فعلی روستا تقریباً 3540 نفر است که چیزی حدود 728 خانوار است. و تقریباً حدود ۴۰۰ خانوار از اهالی روستا به شهرهای دیگر مثل تهران, سمنان, مهدیشهر و... یا در روستاهایی که دارای جاهای آبی بسیار غنی است جهت کار مهاجرت کرده‌اند. بافت قدیمی در پیرامون جاذبهٔ گردشگری حدود 5 کیلومتر از بافت روستای است . طبیعت بکر و کوهستانی و شکل معماری روستا که در دامنه کوه قرار گرفته و خانه‌های روستایی که به صورت پلکانی از دامنه کوه به سمت قلهٔ کوه ساخته شده‌اند. بدین شکل مهم‌ترین جاذبهٔ گردشگری روستا را به وجود آورده‌اند. علاوه بر آن مزار خواجه محمد چنار در این مکان واقع شده‌است. از دیگر 
جاذبه‌های گردشگری
 می‌توان به طبیعت زیبای سلامی - قنات نوکاریز و... اشاره نمود.
```

در منطقه شمالی این روستا محل تفریحی بسیار زیباى که مردم در روزهاى تعطیل براى تفریح و استراحت به آنجا می‌آیند.
عروسی محلی دارد .
عزاداری محلی دارد .
موسیقی محلی دارد .
سوغات محلی دارد .
محصولات باغی :انگور، بادام، گردو، آلو، توت است.
محصولات زراعی :گندم، جو، نخود، عدس ،زعفران ،هندوانه.
محصولات دامی :گوشت گوسفند و گاو، لبنیات، مرغ و تخم مرغ.
غذای محلی : اشکنه، کشک، قلورشیر، قلورتروش است. از نظر امکانات： تا خود روستا آسفالت، آب و برق و تلفن نیز وجود دارد.
ازجمله ادارات و مراکز دیگر شامل : دهیاری وکانون جوانان هلال احمر، شرکت تعاونی روستائیان، شرکت مواد پتروشیمی، شامل دو مرکزبهداشت و درمان، شامل سه مدرسه دردوره‌های ابتدایی، راهنمایی، دبیرستان و پاسگاه انتظامی و کانون فرهنگی مسجد احناف است.
قنات یا چاه عمیق : قنات نوکاریز – قنات سراوان – قنات مرغ آب - قنات خواجه محمد چنار -  قنات سلامی - قنات ماَوآ - قنات کَلَتَه شیخ - قنات کَلِوَر - قنات زنگعلی - چاه عمیق ندارد.
شهدا : شهید محمد محمدی ،شهید ضیاءالدین شیخ جامی، شهید میریوسف حقیقی، شهید علیرضا رحیمی، شهید عبدالحکیم ایوبی (شهیدمنا).(از خداوند خواستاریم که روحشان شاد باد)
زیارتگاه : زیارتگاه خواجه محمد چنار و زیارتگاه خواجه کلّه
مساجد: مسجد جامع احناف - مسجد محمد رسول الله - مسجد حضرت بلال (رض) - مسجد حضرت علی مرتضی (رض) - مسجد حسنین - مسجدامام زمان - مسجدخلفای راشدین - مسجدالنبی - مسجد فاطمه الزهرا در این روستا واقع شده‌است.